# Syria na Letnich Igrzyskach Olimpijskich 1988
Syrię na Letnich Igrzyskach Olimpijskich 1988 reprezentowało 13 zawodników (sami mężczyźni). Był to siódmy start reprezentacji Syrii na letnich igrzyskach olimpijskich.

## Reprezentanci

### Boks
| Zawodnik           | Konkurencja          | 1/32             | 1/16             | 1/8              | Ćwierćfinał      | Półfinał         | Finał            | Finał   |
| Zawodnik           | Konkurencja          | Przeciwnik Wynik | Przeciwnik Wynik | Przeciwnik Wynik | Przeciwnik Wynik | Przeciwnik Wynik | Przeciwnik Wynik | Miejsce |
| ------------------ | -------------------- | ---------------- | ---------------- | ---------------- | ---------------- | ---------------- | ---------------- | ------- |
| Mohamed Haddad     | waga papierowa       | BYE              | Maina P 1-4      | NQ               | NQ               | NQ               | NQ               | NQ      |
| Hamed Halbouni     | waga musza           | Bredahl W RSC    | Agosto P 0-5     | NQ               | NQ               | NQ               | NQ               | NQ      |
| Ahmad Mayez Khanji | waga lekkopółśrednia | BYE              | Myrberg P 1-4    | NQ               | NQ               | NQ               | NQ               | NQ      |

### Lekkoatletyka
| Zawodnik         | Konkurencja    | Kwalifikacje | Kwalifikacje | Finał    | Finał   |
| Zawodnik         | Konkurencja    | Rezultat     | Miejsce      | Rezultat | Miejsce |
| ---------------- | -------------- | ------------ | ------------ | -------- | ------- |
| Hafez El-Hussein | rzut oszczepem | 63,34        | 36.          | NQ       | NQ      |

### Podnoszenie ciężarów
Mężczyźni
| Zawodnik      | Konkurencja | Rwanie | Rwanie  | Podrzut | Podrzut | Razem  | Pozycja |
| Zawodnik      | Konkurencja | Wynik  | Pozycja | Wynik   | Pozycja | Razem  | Pozycja |
| ------------- | ----------- | ------ | ------- | ------- | ------- | ------ | ------- |
| Mohamed Fayad | - 90 kg     | 135 kg | 19.     | 185 kg  | 11.     | 320 kg | 15.     |

### Zapasy
Styl wolny
| Zawodnik            | Konkurencja | Runda I              | Runda II         | Runda III         | Runda IV         | Runda V          | Runda VI         | Runda VII        | Finał/BM         | Finał/BM |
| Zawodnik            | Konkurencja | Przeciwnik Wynik     | Przeciwnik Wynik | Przeciwnik Wynik  | Przeciwnik Wynik | Przeciwnik Wynik | Przeciwnik Wynik | Przeciwnik Wynik | Przeciwnik Wynik | Pozycja  |
| ------------------- | ----------- | -------------------- | ---------------- | ----------------- | ---------------- | ---------------- | ---------------- | ---------------- | ---------------- | -------- |
| Mohamed El-Messouti | - 48 kg     | BYE                  | Marcuño W 10-3   | Vanni P 1-13      | Kobayashi P 0-15 | NQ               | NQ               | —                | NQ               | 10.      |
| Amar Wattar         | - 68 kg     | Ichillumpa W 17-2    | Manzur W 16-3    | El-Khodary W 14-3 | Chadem P 1-17    | Rauhala P 0-12   | NQ               | NQ               | NQ               | 10.      |
| Mohamed Zayar       | - 82 kg     | Rodríguez W 11-0     | Doyle W 6-1      | Kodei P 1-7       | Ilomäki P 1-11   | NQ               | NQ               | —                | NQ               | 14.      |
| Ahmad Al-Shamy      | - 90 kg     | Kim T-u W 1-0        | Sanneh W 1-0     | Chadarcew P 0-2   | NQ               | NQ               | NQ               | —                | NQ               | 16.      |
| Dennis Atiyeh       | - 130 kg    | Gobedżiszwili P 0-17 | BYE              | Atanassov P 0-15  | NQ               | NQ               | NQ               | —                | NQ               | 12.      |

Styl klasyczny
| Zawodnik         | Konkurencja | Runda I          | Runda II             | Runda III        | Runda IV         | Runda V          | Runda VI         | Runda VII        | Finał/BM         | Finał/BM |
| Zawodnik         | Konkurencja | Przeciwnik Wynik | Przeciwnik Wynik     | Przeciwnik Wynik | Przeciwnik Wynik | Przeciwnik Wynik | Przeciwnik Wynik | Przeciwnik Wynik | Przeciwnik Wynik | Pozycja  |
| ---------------- | ----------- | ---------------- | -------------------- | ---------------- | ---------------- | ---------------- | ---------------- | ---------------- | ---------------- | -------- |
| Chalid al-Faradż | - 48 kg     | Capacho W 4-0    | Allahverdiyev P 4-16 | Gwon D-y W 8-5   | Głąb P 5-10      | NQ               | —                | —                | Scherer W 16-6   | 5.       |
| Zouheir Hory     | - 68 kg     | Hidalgo P 0-3    | Barcia W 15-0        | Brekke P 0-3     | NQ               | NQ               | NQ               | NQ               | NQ               | 18.      |
| Zouheir Al-Balah | - 74 kg     | Kim Y-n P 0-8    | Itō P 0-3            | NQ               | NQ               | NQ               | NQ               | —                | NQ               | 19.      |